# Добено (Брежице)
Добено (словен. Dobeno) — поселення в общині Брежиці, Споднєпосавський регіон, Словенія. Висота над рівнем моря: 331,5 м.